# 2015年深圳滑坡事故
2015年深圳滑坡事故是2015年12月20日上午11时40分，中国广东省深圳市光明新区（現光明区）凤凰社区红坳村恒泰裕工业园發生的大规模土石崩塌事故。
事故造成33栋樓房倒塌或損毀，截至2016年1月12日已釀成69死8失蹤16傷，逾900人被疏散，广东省、深圳市消防、公安、武警、卫生、应急、安监、住建、规土部门2000多人在现场展开救援。
2017年4月26日至28日，深圳市中级人民法院和南山区人民法院、宝安区人民法院审理深圳市光明新区“12·20”特大滑坡事故时认定最终的伤亡结果为73人死亡、4人失踪，直接经济损失人民币8.8亿余元。
2015年12月25日，经中华人民共和国国务院“深圳光明新区‘12·20’滑坡灾害调查组”调查认定，此事故是一起受纳场渣土堆填体的滑动，不是山体滑坡，也不属于自然地质灾害，属于生产安全事故。2016年7月15日，国务院批复了事故的调查报告。

## 事故概要
事故发生于2015年12月20日上午11时42分，广东省深圳市光明新区（現光明区）凤凰社区红坳村宝泰园恒泰裕工业集团附近一堆土場出現塌方，导致煤气站爆炸，33栋樓房倒塌或損毀。截止至12月21日凌晨2时已解救出7名被困人员（1人轻伤，其他6人无受伤）。
山体滑坡覆蓋範圍約38萬平方米，余泥渣土厚度約數米至十多米不等，部份民眾認為事故與有人違規堆放沙泥有關。而涉事泥頭堆放場於2013年8月由深圳市綠威物業管理有限公司投得經營權。后来綠威物業收取75萬元人民幣，將泥頭堆放場的營運管理權轉讓給深圳市益相龍投資發展有限公司。另外，早在2013年6月，深圳电视台都市频道曝光綠威物業通过招标，与保安服务公司签订了外包协议，在当年2月开始从事收取流动商贩“保护费”等违法犯罪行为的事件。
另外，据香港《明报》网站报道，居民所指被倾倒渣土的地方，在2002年时是一个采石场，当时工业园区正在建设。另根据2005年的卫星图显示，工业园区已基本建好，2007年的图片则显示采石场仍在运作，当时碎石堆满山。根据公开资料显示，光明新区城市管理局在2014年2月审批同意旧采石场设立余泥渣土临时受纳场，使用期限至2015年2月21日，意味着渣土受纳场证件已过期。同时，根据端传媒对红坳村工业园的选址调查，引发事故的红坳渣土受纳场，实际建在深圳生态控制线内（注：依据《深圳市生态控制线管理规定》：“生态控制线范围”不等同于“生态保护区”，生态控制线范围内，经过符合法规程序的审批，可以建设重大工程）。

### 事故原因
根据2016年7月15日国务院批复的事故调查报告，此次事故的主要原因是红坳受纳场没有建设有效的导排水系统，受纳场内积水未能导出排泄，致使堆填的渣土含水过饱和，形成底部软弱滑动带；严重超量超高堆填加载，下滑推力逐渐增大、稳定性降低，导致渣土失稳滑出，体积庞大的高势能滑坡体形成了巨大的冲击力，加之事发前险情处置错误，造成重大人员伤亡和财产损失。

## 反应

### 中国当局
- 深圳市委和市政府於事發後，立即調派全市醫療機構投入救助。中共中央总书记习近平和国务院总理李克强分别代表党中央和国务院作出重要指示和批示。[12]国务院派出工作组到现场协助，国务委员兼公安部长郭声琨受习近平总书记和李克强总理委派前赴现场指挥救灾，他要求，核实现场情况，立即组织公安消防、民警开展救援，要把抢救生命放在第一位，最大限度地减少伤亡，同时做好自身防护工作。正在北京参加中央经济工作会议的中共广东省委副书记兼深圳市委书记马兴瑞、深圳市委副书记兼深圳市市长许勤也终止开会，紧急返回深圳。同时，深圳市委常委兼常务副市长张虎，副市长兼公安局长刘庆生到达现场指挥救援。12月23日，中华人民共和国国务院成立调查组，由国土资源部部长姜大明任组长，成员包括：公安部、监察部、环保部、住建部、安监总局、全国总工会、广东省和深圳市政府有关负责人[13]。12月25日，经事故调查组认定，此事故是一起受纳场渣土堆填体的滑动，不是山体滑坡，也不属于自然地质灾害，属于安全生产事故[5]。
- 12月25日晚，在事故前方指挥部举办的第10场新闻发布会上，深圳市委书记马兴瑞和市长许勤向深圳市民鞠躬道歉[14]。
- 12月26日，最高人民检察院和广东省检察机关已组成检察调查专案组，将依法严查事故所涉及之渎职等职务犯罪[15]。12月28日下午，深圳市公安局官方微博发布消息，称警方已依法对深圳市益相龙投资发展有限公司等企业负责人及滑坡事故相关责任人共12人采取了强制措施[16]。12月31日，深圳市寶安區人民檢察院以涉嫌重大責任事故罪，對深圳市益相龍投資發展有限公司法定代表人龍某美、副總經理於某利以及光明新區紅坳收納場現場監督員、調度員等，共11人批准逮捕[17]。2016年1月8日，深圳市寶安區人民檢察院以涉嫌重大責任事故罪，對光明新區涉事受納場5名負責人批准逮捕[18]。截至2016年1月13日，已查明涉案的犯罪嫌疑人共31人，到案共25人，其中16人被依法执行逮捕，9人被刑事拘留，正在追逃的有6人[19]。1月15日，中华人民共和国公安部发布通缉令，在全国范围内通缉在逃的犯罪嫌疑人龙仁福、王明辉、林希孝[20]。
- 根据2016年7月15日国务院批复的事故调查报告，称调查组对57名相关责任人员提出了处理意见，建议对中共深圳市委、深圳市人民政府2名现任负责人和1名原负责人等49名责任人员给予党纪政纪处分，其中厅局级11人、县处级27人、科级及以下11人；建议对深圳市委、市政府主要负责人等2名责任人员进行通报批评，对深圳市有关部门的6名责任人员进行诫勉谈话。调查组还建议责成广东省人民政府向国务院作出深刻检查，责成中共深圳市委、深圳市人民政府向中共广东省委、广东省人民政府作出深刻检查，同时建议吊销深圳市益相龙公司、绿威物业管理有限公司有关证照，并处罚款，没收违法所得。对广东华玺建筑设计有限公司给予没收违法所得、罚款、吊销相关资质等行政处罚[6]。

### 联合国
- 联合国秘书长潘基文于12月22日通过发言人发表声明，对事故表示关注，并向遇难者家人致以哀悼和慰问[21]。

## 影響与后续发展
- 香港中華電力表示龍鼓灘發電廠接獲中石油通知，輸送西氣東輸二線天然氣到港的其中一段喉管於事故中損毀，須暫停供應到香港的天然氣，中電即時啟動應變安排，供電沒有受影響[22]。而粵方亦啟動應急響應，將受損管道的天然氣全部釋放。
- 在事发后的12月22日，深圳市益相龍投資發展有限公司副总经理被警方帶走调查，其電腦主機亦被裝上警車[23]。
- 12月27日21时许，光明新区城管局原局长徐远安坠楼身亡[24]，警方公布调查为自杀。是否此次事件有关不得而知。
- 截至2019年，滑坡事故发生地已发展为华星光电T6项目及外环高速用地。

### 审判
2017年4月26日至28日，深圳市中级人民法院和南山区人民法院、宝安区人民法院公开开庭审理事故所涉10起刑事案件，5月5日下午，经法院一审判决，案件涉及的26名直接责任人员和19名相关职务犯罪被告人，分别被判处1年零6个月至20年不等的徒刑。其中益相龙公司董事长龙仁福犯重大责任事故罪、单位行贿罪、对非国家工作人员行贿罪，判处有期徒刑20年，并处罚金人民币1000万元；深圳市城市管理局原局长蒙敬杭犯受贿罪、滥用职权罪，判处有期徒刑20年，并处罚金人民币800万元；深圳市规划和国土资源委员会光明管理局原局长彭水清犯受贿罪、滥用职权罪，判处有期徒刑16年，罚金人民币100万元。

## 哀悼活动
2015年12月26日（即事故遇难者的“头七”）11点40分，深圳官方举行悼念仪式。中共中央政治局委员、中共广东省委书记胡春华，广东省人民政府省长朱小丹，中共广东省委副书记、中共深圳市委书记马兴瑞等广东省、深圳市领导，以及武警水电、消防官兵，防疫工作者等救援单位代表均参与了悼念仪式。所有参加悼念的人员依次上前，向遇难者献上白菊花，并肃立默哀三分钟。

### 引用
1. 1 2  . 头条新闻. 2017-05-05  [2018-04-26]. （原始内容存档于2018-04-26） （中文（中国大陆））.
2. 1 2 3  . 香港電台. 2015年12月21日  [2015年12月26日]. （原始内容存档于2015年12月22日）.（繁體中文）
3. ↑  . 香港電台. 2016年1月13日  [2016年1月12日]. （原始内容存档于2016年8月20日）.（繁體中文）
4. ↑  . 南方网. 南方日报. 2015-12-21  [2015-12-23]. （原始内容存档于2015-12-22）.
5. 1 2  . 央广网. 2015-12-25  [2015-12-25]. （原始内容存档于2015-12-26）.
6. 1 2 3  . 华商报转载新华社电. 2016-07-16  [2016-07-16]. （原始内容存档于2016-07-19）.
7. ↑  . 东网. 2015年12月22日  [2015年12月23日]. （原始内容存档于2015年12月23日） （中文（繁體））.
8. ↑  . 深圳电视台都市频道. 2013年6月20日  [2015年12月23日]. （原始内容存档于2015年12月23日） （中文（简体））.
9. ↑  . 参考消息. 2015年12月21日  [2015-12-23]. （原始内容存档于2015-12-23）.（简体中文）
10. ↑  . 端传媒. 2015年12月24日  [2015年12月24日]. （原始内容存档于2015年12月24日）.（简体中文）
11. ↑   . 深圳市人民政府. 2005年11月1日. 第六条；第八条；第十条
12. ↑  《习近平对广东深圳市恒泰裕工业园山体滑坡灾害抢险救援工作作出重要指示 （页面存档备份，存于）》 (中國中央電視台《新聞聯播》更新版，2015年12月20日)
13. ↑  . 中国新闻网. 2015年12月23日  [2015年12月26日]. （原始内容存档于2015年12月25日）.（简体中文）
14. ↑  . 中国青年报. 2015年12月25日  [2015年12月26日]. （原始内容存档于2015年12月26日）.（简体中文）
15. ↑  . 检察日报　. 2015年12月27日  [2015年12月27日]. （原始内容存档于2016年1月13日）.（简体中文）
16. ↑  . 新京报. 2015年12月29日  [2015年12月29日]. （原始内容存档于2016年1月11日）.（简体中文）
17. ↑  . 新華社. 2016年1月9日  [2016年1月14日]. （原始内容存档于2017年10月24日）.（繁體中文）
18. ↑  . 法制網. 2016年1月9日  [2016年1月14日]. （原始内容存档于2017年10月24日）.（繁體中文）
19. ↑  . 羊城晚报. 2016年1月13日  [2016年1月14日]. （原始内容存档于2017年10月24日）.（简体中文）
20. ↑  . 中国新闻网. 2016年1月15日  [2016年1月15日]. （原始内容存档于2017年10月24日）.（简体中文）
21. ↑  . 联合国新闻中心. 2015年12月22日  [2015年12月23日]. （原始内容存档于2015年12月23日）.（简体中文）
22. ↑  .   [2015-12-21]. （原始内容存档于2015-12-22）.
23. ↑  . 香港文汇网. 2015-12-22  [2015-12-22]. （原始内容存档于2015-12-23）.
24. ↑  . 新华网. 2015-12-28  [2015-12-28]. （原始内容存档于2016-01-07）.
25. ↑  . 深圳中院. 2017-05-05  [2017-05-05]. （原始内容存档于2018-04-25）.
26. ↑  . 人民网. 2015-12-26  [2015-12-26]. （原始内容存档于2015-12-27）.

## 外部連結
- 搜狐新聞專題—深圳山体滑坡（页面存档备份，存于）
- 深圳微博发布厅
- 深圳市人民政府应急管理办公室官方微博（页面存档备份，存于）